# Filippo Simeoni

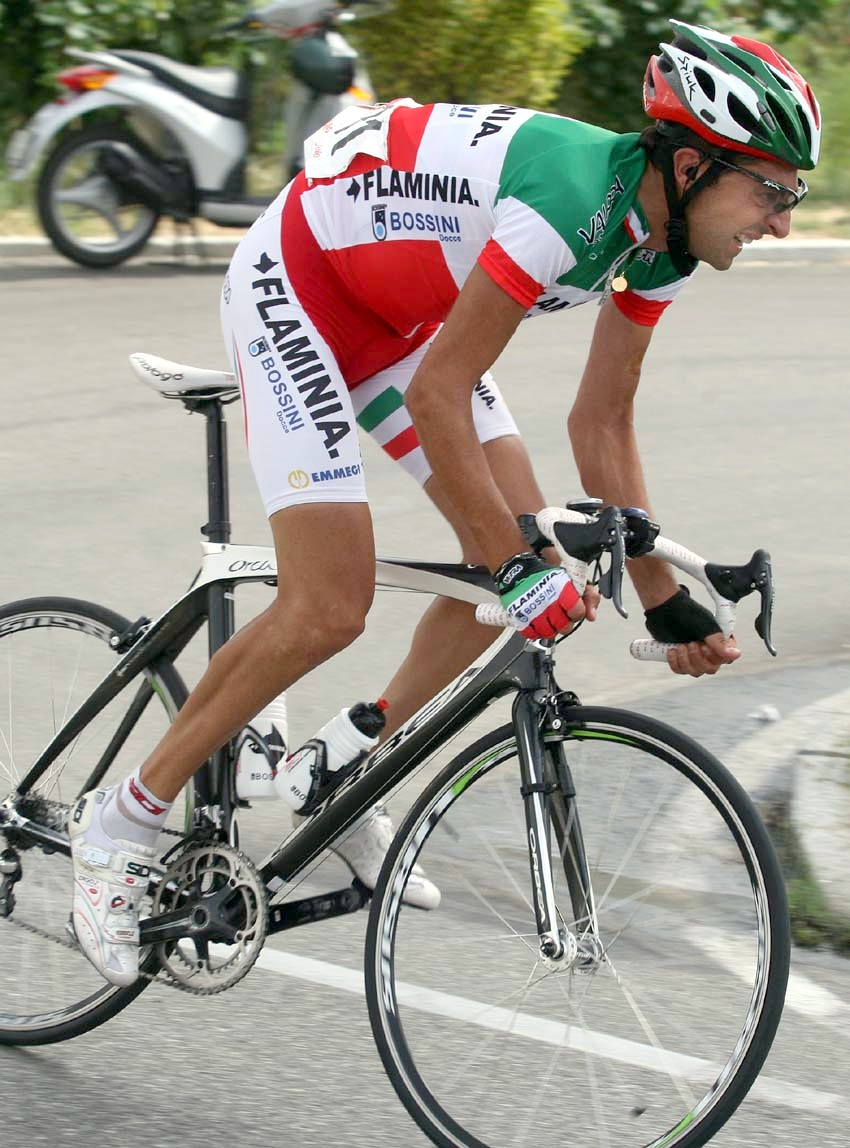
Filippo Simeoni im italienischen Meistertrikot (2009)

Filippo Simeoni (* 17. August 1971 in Desio, Provinz Mailand) ist ein ehemaliger italienischer Radsportler.

## Karriere
Zwei seiner wichtigsten Siege gelangen Simeoni bei zwei Etappen der Vuelta a España 2001 und 2003. Bei seinem ersten Vuelta-Etappensieg stoppte Filippo Simeoni kurz vor der Ziellinie und trug sein Rad über sie, einerseits im Gedenken an die Opfer der Terroranschläge am 11. September 2001, andererseits um angesichts einer anstehenden Dopingsperre – wie er sich ausdrückte – seine Liebe und seinen Hass für den Radsport auszudrücken. Die Internationale Radsportunion (UCI) bestrafte ihn dafür mit einem Bußgeld.
Simeoni war Kunde des umstrittenen Mediziners Michele Ferrari, der eine Vielzahl von Sportlern betreute, darunter auch Lance Armstrong. Im Rahmen der staatlichen Ermittlungen im sogenannten „Ferrara“-Fall sagte er vor Gericht aus, dass er seit 1993 Doping benutzt habe und dass Ferrari ihn mit Mitteln wie EPO und Wachstumshormonen 1996 und 1997 präpariert und ihn angewiesen habe, wie die Mittel zu nutzen seien. 2001 und 2002 wurde Simeoni für sechs Monate wegen Dopings von allen Wettbewerben ausgeschlossen. Armstrong nannte Simeoni in einem Interview mit der französischen Zeitung Le Monde im Juli 2003 einen Lügner. Simeoni verklagte daraufhin Armstrong wegen Verleumdung und verlangte 100.000 Euro. Er erklärte, sollte er Geld erhalten, würde er es wohltätigen Zwecken stiften. Die Klage wurde allerdings im Januar 2006 von einem Pariser Gericht abgewiesen.
Mario Cipollini, Teamkollege bei seinem damaligen Radsportteam Domina Vacanze, versuchte Simeonis Start bei der Tour de France 2004 zu verhindern. Später wurde bekannt, dass auch Cipollini von Ferrari betreut wurde. Er wurde gleichwohl in den Kader aufgenommen. Auf der 18. Etappe unternahm Simeoni einen Versuch, sich einer Ausreißergruppe von sechs Fahrern anzuschließen. Obwohl keiner der Fahrer Armstrongs Führung in der Gesamtwertung gefährdete, folgte Armstrong Simeoni, weswegen Armstrongs Rivalen vom Team T-Mobile die Verfolgung aufnahmen. Dadurch sahen die sechs Führenden ihre Chancen auf einen Etappensieg bedroht. Sie drängten Armstrong, sich zum Peloton zurückfallen zu lassen, aber Armstrong gönnte Simeoni keinen Erfolg und ließ sich erst zurückfallen, als dieser dies auch tat. Später machte Armstrong eine abfällige Geste und sagte, Simeoni verdiene es nicht, eine Etappe zu gewinnen. Zwei Tage später auf der letzten Etappe, bei der normalerweise langsam gefahren wird und die Führenden in den Wertungen ihre Siege feiern – 2004 führte Armstrong in der Gesamtwertung –, attackierte Simeoni immer wieder, um sich für die Demütigung zu rächen, aber Armstrongs Mannschaft holte ihn jedes Mal ein.
Da Simeoni zum Zeitpunkt der Vorgänge der Tour 2004 ein Zeuge der Anklage im Prozess gegen Ferrari war, drohten italienische Behörden, Ermittlungen wegen Zeugeneinschüchterung gegen Armstrong aufzunehmen. Im März 2005 wurde Armstrong vernommen. Armstrong wurde von italienischen Behörden im Dezember 2005 angeklagt und musste sich wegen der Diffamierung Simeonis am 7. März 2006 verantworten. Im April 2006 wurde die Anklage fallen gelassen.
Am 29. Juni 2008 gewann Filippo Simeoni die italienische Straßenmeisterschaft der Radprofis in Bergamo. Aus einer Spitzengruppe heraus attackierte er wenige Kilometer vor dem Ziel und gewann mit knappem Vorsprung vor Giovanni Visconti, Filippo Pozzato und Davide Rebellin.
Mit Ablauf der Saison 2009 beendete Simeoni seine Karriere als Radprofi.

## Teams
- 1995–1996 Carrera Jeans
- 1997–1998 Asics-CGA
- 1999 Riso Scotti-Vinavil
- 2000 Amica Chips-Tacconi Sport
- 2001–2002 Cantina Tollo-Acqua & Sapone
- 2003–2004 Domina Vacanze
- 2005–2006 Naturino-Sapore di Mare
- 2007 Aurum Hotels
- 2008–2009 Ceramica Flaminia-Bossini Docce